# Agonum cupripenne
Agonum cupripenne är en skalbaggsart som beskrevs av Thomas Say 1823. Agonum cupripenne ingår i släktet Agonum och familjen jordlöpare. Inga underarter finns listade i Catalogue of Life.

## Bildgalleri

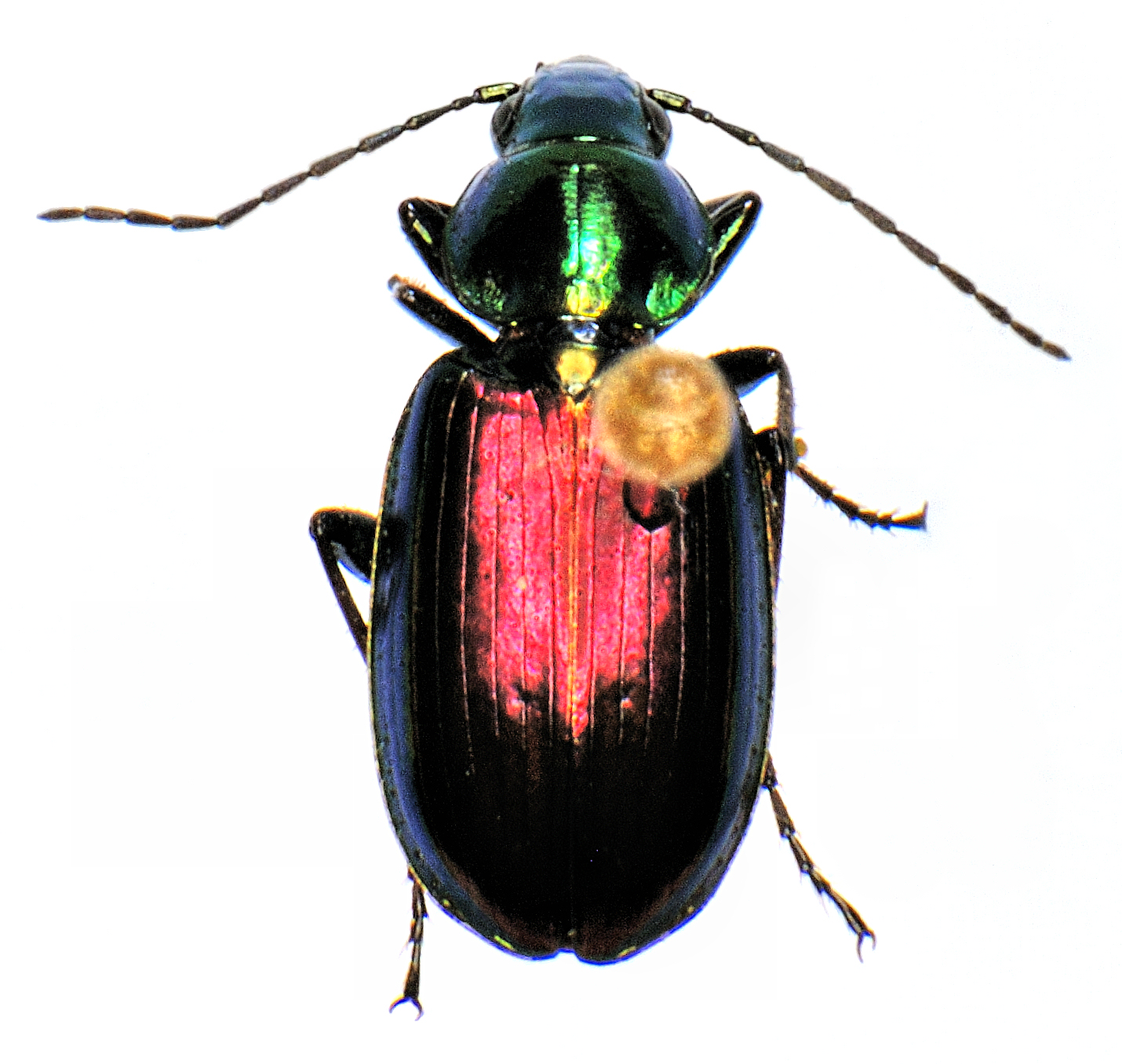